# Jarmo Sandelin
Jarmo Sandelin (Imatra (Finland), 10 mei 1967) is een Zweedse golfprofessional.

## Professional
Sandelin werd in 1987 professioneel golfspeler en speelde aanvankelijk op kleinere golftours en de Challenge Tour, waarop hij twee toernooien won. In 1995 kon hij zich via de Tourschool plaatsen voor de Europese PGA Tour. In 1995 was Sandelin de beste op de Turespaña Open De Canaria. Zo eindigde Sandelin in 1995 op de 21e plaats op de Order of Merit van de Europese PGA Tour. Als beloning voor zijn mooie resultaten in zijn debuutjaar op de Europese Tour kreeg hij in 1995 de Sir Henry Cotton Rookie of the Year Award toebedeeld. In 1996 speelde Sandelin ook een aantal toernooien op de Amerikaanse PGA Tour. Hij haalde echter amper de cut zodat hij terugkeerde naar de Europese tour waar hij de beste was in de Madeira Island Open. 
Hij kende zijn beste seizoen in 1999 met winst op de Open de España en de German Open en eindigde 9e op de Europese PGA Tour waardoor hij ook geselecteerd werd voor de Ryder Cup. Op deze editie van de Ryder Cup kwam Sandelin slechts 1 keer in actie en verloor hij van Phil Mickelson. Daarna behaalde Sandelin wat minder goede resultaten maar in 2002 was hij nog de beste op de BMW Asian Open.
Vanaf 2017 komt Sandelin uit op de Europese Senior Tour. In 2019 was Sandelin de beste op het MCB Tour Championship.

### Overwinningen
| Jaar | Toernooi                                      | Tour                                     |
| ---- | --------------------------------------------- | ---------------------------------------- |
| 1993 | Fins PGA Kampioenschap                        | Challenge Tour                           |
| 1994 | Challenge Novotel                             | Challenge Tour                           |
| 1995 | Turespaña Open De Canaria                     | Europese PGA Tour                        |
| 1996 | Madeira Island Open                           | Europese PGA Tour                        |
| 1998 | Open Novotel Perrier, samen met Olle Karlsson | -                                        |
| 1999 | Open de España                                | Europese PGA Tour                        |
| 1999 | German Open                                   | Europese PGA Tour                        |
| 2000 | Seve Trophy                                   | -                                        |
| 2002 | BMW Asian Open                                | Europese PGA Tour en Aziatische PGA Tour |
| 2019 | Farmfoods British Par 3 Championship          | -                                        |
| 2019 | MCB Tour Championship                         | Europese Senior Tour                     |

### Teamdeelnames
- Ryder Cup: 1999
- Alfred Dunhill Cup: 1995, 1996, 1999
- World Cup: 1995, 1996, 1999
- Seve Trophy: 2000